# Kłodzko (district)
Kłodzko (powiat kłodzki) is een Pools district (powiat) in de woiwodschap Neder-Silezië. Het district heeft een oppervlakte van 1643,37 km² en telt 163.672 inwoners (2014).

## Gemeenten
Het district omvat veertien gemeenten, waarvan vijf stadsgemeenten, zes stads- en landgemeenten en drie landgemeenten.

Stadsgemeenten:
- Duszniki Zdrój (Bad Reinerz)
- Kłodzko (Glatz)
- Kudowa Zdrój (Bad Kudowa)
- Nowa Ruda (Neurode)
- Polanica Zdrój (Altheide-Bad)

Stads- en landgemeenten
- Bystrzyca Kłodzka (Habelschwerdt)
- Lądek Zdrój (Bad Landeck)
- Międzylesie (Mittelwalde)
- Radków (Wünschelburg)
- Stronie Śląskie (Seitenberg)
- Szczytna (Rückers)

Landgemeenten
- Kłodzko-land
- Lewin Kłodzki (Lewin, 1939-45: Hummelstadt)
- Nowa Ruda-land

Stadsdistricten:
Wrocław · Jelenia Góra · Legnica · Wałbrzych

Districten:
Bolesławiec · Dzierżoniów · Głogów · Góra · Jawor · Kamienna Góra · Karkonosze · Kłodzko · Legnica · Lubań · Lubin · Lwówek Śląski · Milicz · Oleśnica · Oława · Polkowice · Środa Śląska · Strzelin · Świdnica · Trzebnica · Wałbrzych · Wołów · Wrocław · Ząbkowice Śląskie · Zgorzelec · Złotoryja

Grootste steden:
Bielawa · Bolesławiec · Dzierżoniów · Głogów · Jelenia Góra · Legnica · Lubin · Oleśnica · Świdnica · Wałbrzych · Wrocław · Zgorzelec